# Gabinius paulsoni
Gabinius paulsoni är en fjärilsart som beskrevs av Émile Louis Ragonot 1888. Gabinius paulsoni ingår i släktet Gabinius och familjen mott. Inga underarter finns listade i Catalogue of Life.